# Bakkeø
En bakkeø er en morænebakke som er dannet under næstsidste istid (Saale), og som rager op over det omgivende flade land. Især om landområder i Vestjylland som er omgivet af hedesletter. Betegnelsen er indført af Dalgas, pioneren inden for opdyrkningen af de jyske heder.